# Cristóbal Francisco de Luque
Cristóbal Francisco de Luque fue natural de Marchena (Sevilla). Doctor en medicina por la Universidad de Sevilla y catedrático de prima de finales del siglo XVII.

## Biografía
Fue catedrático de prima y médico de cámara del arzobispo de Sevilla y Palermo, Jaime de Palafox y Cardona. Escribió en 1694 el Apolineo Caduceo, hace concordia entre las dos opuestas opiniones, una que  aprueba las consultas de los médicos para la curación de graves enfermedades, otra que las reprueba.